# Ips pini
Ips pini es una especie de escarabajo del género Ips, tribu Ipini, familia Curculionidae. Fue descrita científicamente por Say y T. en 1826.
Se mantiene activa durante todos los meses del año.

## Descripción
Mide 3,5 milímetros de longitud.

## Distribución
Se distribuye por Canadá, México y Estados Unidos.